# Cossacks 3
Cossacks 3 је стратешка видео игра у реалном времену за Microsoft Windows. Игру је направила украјинска компанија од стране украјинског предузећа GSC Game World. У питању је римејк игре КCossacks: European Wars из 2001. године и радња је поново смештеа у Европи у 17. и 18. веку.
Главне разлике у односу на стару игру су модерне могућности 3D графике, ажурирани изглед модела и текстура, динамичко осветљење и пунуподршка за модове.

## Гејмплеј
У игри је заступљено 12 нација, као и 70 типова јединица, 100 технологија и преко 140 историјски утемељених грађевина. Игра има подршку за иградње до 8 играча (1 више од оригинала). Војске сваког играча могу да броје на хиљаде јединица. Обновљена механика игре, велики избор типова јединица, борбе на даљину и борба из близине, бонуси на терену и реализам борби пружају играчу неограничен број тактичких могућности против људских и AI противника. Игра такође поново уводи флексибилно прилагођавање насумичних мапа.

## Развој и објава
Бета тестирање је почело 22. априла 2016. и игра је била доступна широм света на Microsoft Windows-у 20. септембра 2016. Линукс верзија је објављена 20. јуна 2017.
Касније је објављен додатни садржај који даје могућност играња пољске, пруске, шведске, шкотске, турске, шпанске, холандске кампања, као и нове јединице, сценарије, мапе, нације, звучне записе и друге додатне.

## Пријем
Cossacks 3 су добили „мешовите или просечне“ критике професионалних критичара према веб страници Metacritic – просечна оцена је била 63 од 100 поена.
Немачки часопис GameStar је игри дао 68 од 100 поена. Речено је да се нова игра ослања на носталгију и да имитација оригинала не доприноси развоју игре.